# Calotes liolepis
Calotes liolepis är en ödleart som beskrevs av  George Albert Boulenger 1885. Calotes liolepis ingår i släktet Calotes och familjen agamer. Inga underarter finns listade.